# Lormaye
Lormaye é uma comuna francesa na região administrativa do Centro, no departamento Eure-et-Loir. Estende-se por uma área de 1,43 km². Em 2010 a comuna tinha 673 habitantes (densidade: 470,6 hab./km²).